# Amniscus praemorsus
Amniscus praemorsus là một loài bọ cánh cứng trong họ Cerambycidae.